# 阿塔克
阿塔克是巴基斯坦旁遮普省北部的一座城市，阿塔克县首府。2006年人口为260724人。
阿塔克位于印度河畔，距拉瓦尔品第80千米，距白沙瓦100千米，距卡姆拉的巴基斯坦航空联合体10千米。

## 历史

### 犍陀罗文明
犍陀罗是古印度的历史区域，主要城市有塔克西拉、白沙瓦等。

### 阿塔克要塞
阿塔克要塞于1583年在阿克巴大帝的属下赫瓦贾·沙姆斯丁·赫瓦菲监督下完工。要塞外的莫卧尔大篷车道亦建于这一时期。

### 马拉塔的统治
1759-60年，马拉塔军队占领阿塔克。

### 英国统治
1903年阿塔克市建立，本来被命名为坎贝尔堡（Campbellpur）。该市靠近阿塔克要塞。它是通往中亚的主要道路次年成立阿塔克区。1915年开始开采首个油井。

### 1947年至今
虽然巴基斯坦1947年独立，阿塔克在1978年才改为现名。